# Tournoisis
Tournoisis ist eine französische Gemeinde mit 383 Einwohnern (Stand: 1. Januar 2022) im Département Loiret in der Region Centre-Val de Loire; sie gehört zum Arrondissement Orléans und zum Kanton Meung-sur-Loire. 

## Geographie
Die Gemeinde Tournoisis liegt etwa 22 Kilometer nordwestlich des Stadtzentrums von Orléans in der weitgehend baumlosen Landschaft Beauce. Umgeben wird Tournoisis von den Nachbargemeinden La Chapelle-Onzerain im Norden, Villeneuve-sur-Conie im Nordosten, Saint-Péravy-la-Colombe im Osten, Saint-Sigismond im Südosten, Épieds-en-Beauce im Süden und Südwesten sowie Villamblain im Westen.

## Bevölkerungsentwicklung
| Jahr                       | 1962 | 1968 | 1975 | 1982 | 1990 | 1999 | 2006 | 2014 | 2022 |
| Einwohner                  | 408  | 370  | 336  | 344  | 332  | 309  | 350  | 399  | 383  |
| Quellen: Cassini und INSEE |      |      |      |      |      |      |      |      |      |

## Sehenswürdigkeiten

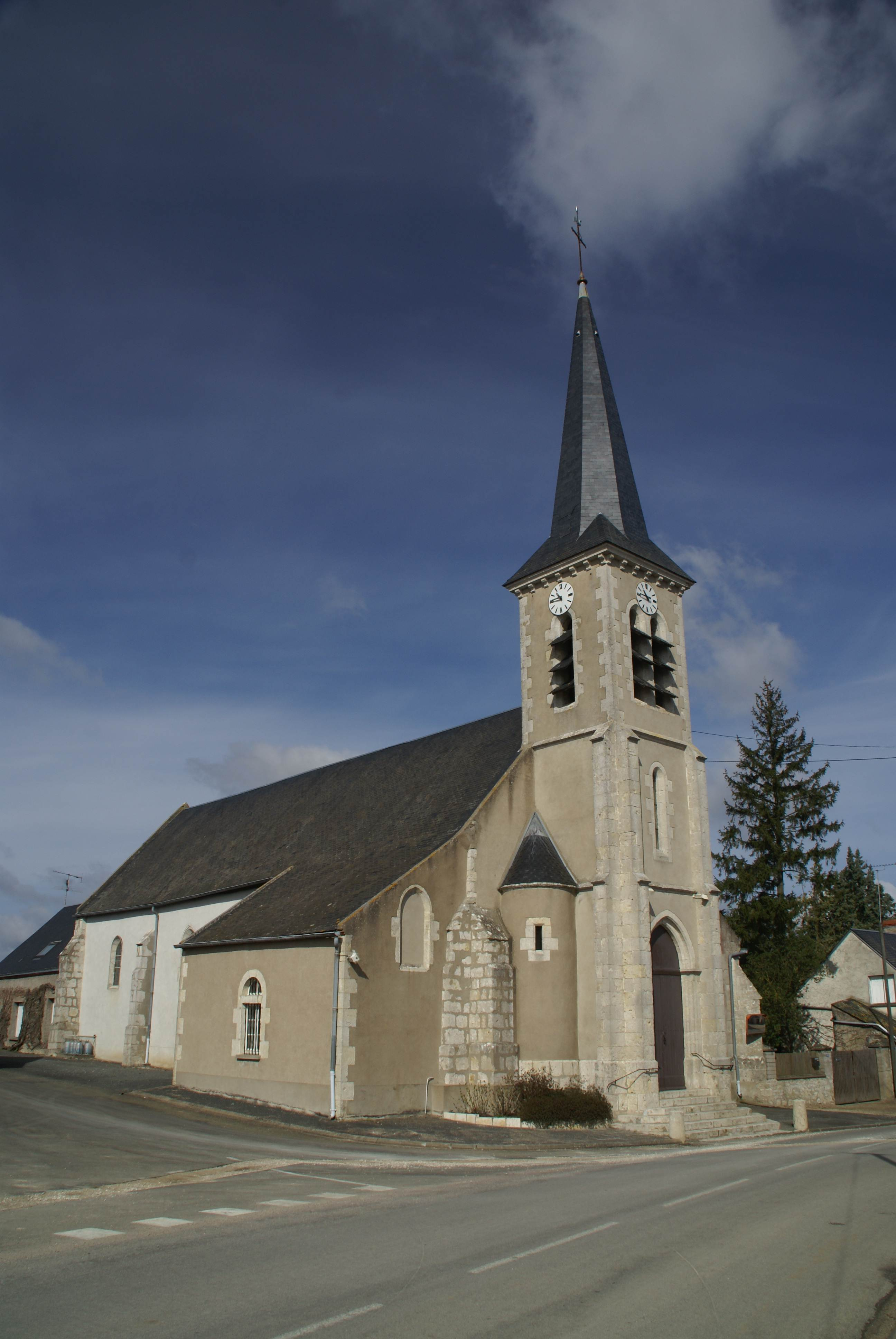
Kirche Saint-Laurent
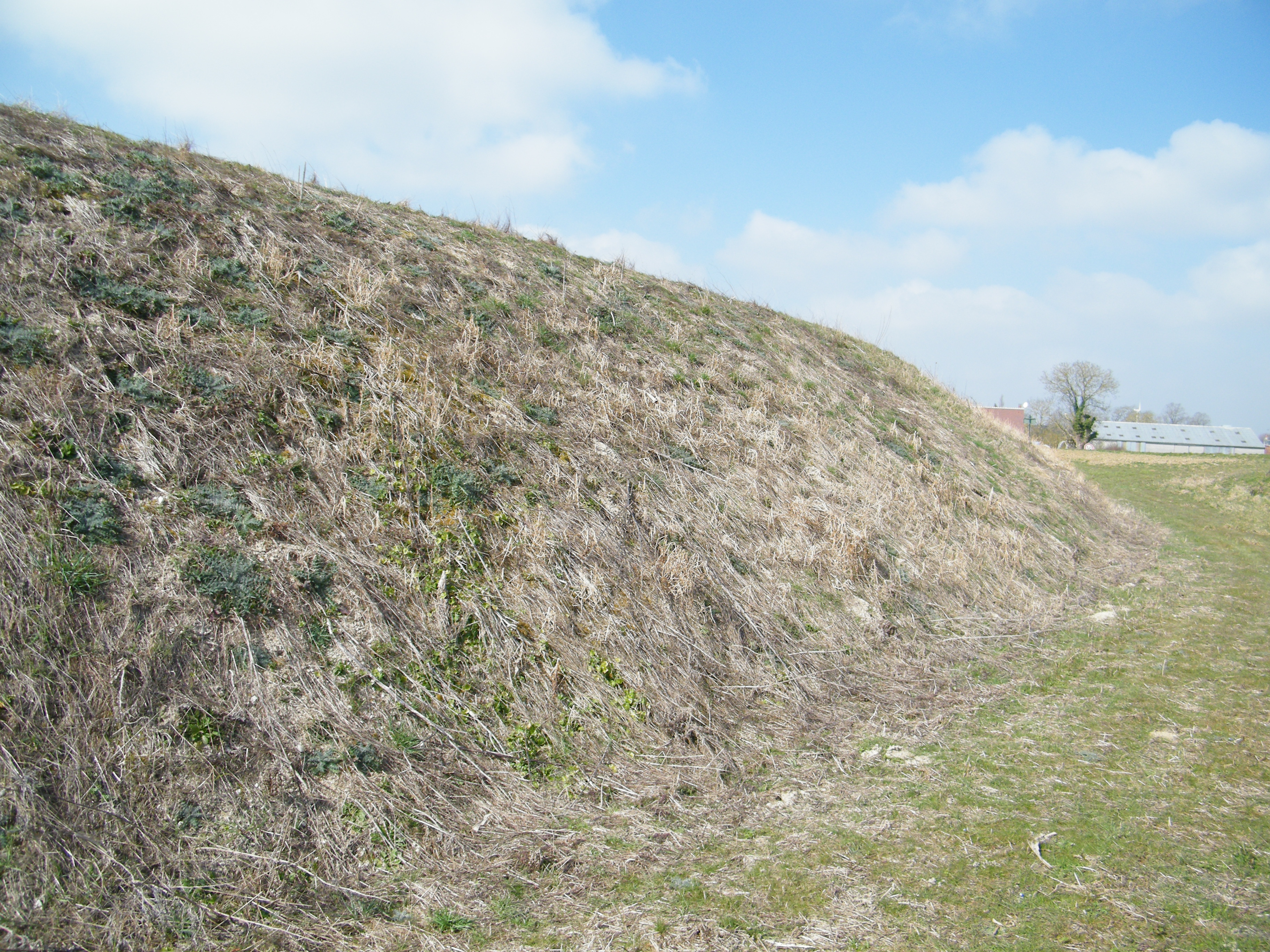
Reste der früheren Wallburg (Motte)
- Wasserturm

- Kirche Saint-Laurent
- Reste der früheren Wallburg